# Rude of the Turks
Rude är en rollfigur i Square Enix Playstation titel Final Fantasy VII
som är med i gruppen The Turks, en del av företaget Shin-Ra Inc.

## Final Fantasy VII
Rude är en lång, tyst och flintskallig man som ständigt bär solglasögon. Rude har en vana att inte säga så mycket till folk bortsett från Reno. Men bakom den tysta och lugna fasaden finns en riktig kämpe. Rude har vid flera tillfällen visat att han kan slåss med nävarna. Han blir även avslöjad under en diskussion med Reno att han är lite småkär i Tifa Lockhart. Under spelets gång stöter Cloud Strife och de andra ihop med honom ett flertal gånger. Första gången är i Shin-Ras högkvarter när han arresterar dem i en hiss. När kometens hot sedan är ett faktum och Shin-Ra planerar att använda raketen i Rocket Town som en missil är det Rude som får i uppdrag att se till att allt går som planerat. Tyvärr förlorar han striden när hjältarna dyker upp, då han är ensam i striden. Rude är med Reno och Elena i tunnelbanan i slutet av Final Fantasy VII där han går med på vad Reno än bestämmer utan någon protest - slåss eller gå därifrån.

## Final Fantasy VII: Advent Children
I filmen Advent Children är Rude fortfarande en Turk och jobbar som livvakt för Rufus Shinra tillsammans med Reno. Deras roll är mest för humorns skull, vilket visas tydligt under striden i staden Edge. Väl där hamnar Rude i en strid med mot Loz. Kampen förblir hyfsat jämn fram tills Loz och de andra sticker. Rude är med Reno när de placerar en bomb på motorvägen som är menad att träffa Yazoo och Loz.